# マージェリー・ケンプ

マージェリー・ケンプ（1373年頃生〜1438年以降没）はイングランドの神秘家であり、口述による『マージェリー・ケンプの書』は英語による初の自伝とされる。この本は家庭内での試練、ヨーロッパ各地の聖なる場所から聖地イェルサレムに及ぶ広範な巡礼、神秘的回心を年代順に記録する。聖公会では崇敬されているが、カトリック教会で聖人とされたことはない。

## 背景と家族
この人物はイングランド、ノーフォーク州ビショップス・リン（現キングス・リン）で1373年頃マージェリー・ブルナムとして生まれた。父親ジョン・ブルナムはリンの商人であり、市長、議員も務めた。ブルナム家で初めて記録に登場したのは祖父ラルフ・ド・ブルナム（1320年リンのRed Register ）である。彼は1340年までにリンの議会に参加していた  。マージェリーの親戚、おそらく兄弟であるロバート・ブルナムは1402年と1417年にリンの議員となった。

## 生涯
マージェリーが受けたと思われる正規の教育については記録がない。成人後は司祭が英語の「宗教的な書物」を読み聞かせ、自力で読めなくとも、様々なテクストを暗記していたようである 。また、「主の祈り」「アヴェ・マリア」、十戒に加えて様々な美徳、悪徳、信仰上の決まりについて教えを受けたと考えられる 。20歳頃の1394年、マージェリーはジョン・ケンプと結婚したが、彼は後に都市の役人となる。2人の間には少なくとも14人の子どもがいた。ダンツィヒからの現存する書簡で長男がジョンという名前であり、1431年にリンを訪問した理由がわかる。
ケンプは正統的なカトリックであり、中世の他の神秘家同様、自分は「キリストとの大いなる親密さ」に招かれたと信じていた。彼女の場合は、成人後の度重なる幻視や他の経験がその原因である 。最初の子どもが生まれた後、マージェリーは約8ヶ月にわたり危機を経験した 。これはおそらく、産後うつだろう。病気の間、マージェリーは無数の悪魔が自分を攻撃し、「信仰、家族、友人を捨てる」よう命じるのを見、自殺まで勧めたと述べた。また、イエス・キリストが男性の姿で現れ、「娘よ、なぜわたしを見捨てたのか、わたしがそなたを見捨てたことは一度もないのに」と問いかける幻視も見た 。マージェリーは顕現したイエス、マリア、神、その他聖なる人々と話をし、イエスの誕生から磔刑までに自分が積極的に関わる幻視を見たと断言する 。これらの幻視と幻覚は彼女の身体感覚に影響し、音が聞こえたり、知らない匂いを嗅がせたりした。また、天上の調べに泣きたくなり、貞潔な生活を送りたくなったとする。Bealによると、「マージェリーは神への熱烈な献身を示す別の方法を見つけた。貞潔な婚姻のために祈り、1日に2~3回告解に行き、しばしば日々教会で朝早くから祈り、粗毛の下着を着て、所属する共同体が自分の極端な信仰形態にどのような否定的反応をしても、すすんで苦しんだ」。 マージェリーはまた、キリストに慈悲と赦しを請いながらよく泣くことで周りの人々に知られていた。
ケンプの幻視で、キリストは彼女の罪を赦すと保証した。「彼はいくつかを命じた。自分を彼女の愛と呼ぶこと、粗毛の下着を着るのをやめること、肉食をやめること、毎週日曜日に聖体拝領をすること、ロザリオの祈りは6時までにすること、沈思の内に自分に語りかけること・・・」。 また、次の約束もした。「敵に対して勝利させ、すべての書記たちに答えさせ、また［彼が］共にあって決して見捨てず、助け、絶対に離れない 」。実際、マージェリーは幻視を見ると人前で大きな声で嘆き悲しみ、むせび泣き、身悶えし、聖職者も俗人も恐れ、当惑した。ある時、彼女は聖職者と都市の役人に収監され、レイプの危険に脅かされた。しかし、マージェリーは性的暴行を受けたと記してはいない。最終的に1420年代にマージェリーは書物、現在『マージェリー・ケンプの書』として知られる本を口述し、自らの幻視、神秘的宗教的体験、ならびに「好色への誘惑、旅、異端としての審問」を描いた。この本は英語による初の自伝だと広く考えられている。
マージェリー・ケンプは何度も異端の嫌疑をかけられたが、有罪を宣告されたことはなかった。ロラード派の非難を受けた際、これを否定した自分の能力を誇らしげに語っている。考えられる逮捕の理由には説教（女性は禁止されていた）、既婚者でも白衣を着用したこと（修道女の模倣）、煉獄の死者の魂のために祈り、まるで聖人のとりなしのように苦しんでいる人を告げられるのは自分だと堅く信じていたことがある。 ケンプはまた、教会の許可なく説教したとも非難された。公の場で話す際、個人的な信仰の表明と聖書の教えを説くのは紙一重であり、彼女は後者をかろうじて回避していたためである。異端審問中には聖書を引用して悪魔憑きと考えられ、人々はパウロが女性説教者を禁じていたことを思い出した。彼女は熱狂的に嘆き、あまりにも感情的に反応したので、周りの俗人たちが自分と神との絆をけなしている、あるいはマージョリーが誇示する神との絆は聖職者と神との絆を上回っており、不適切だと受け取ることがあり、住む地域では迷惑な人とされた。

## 『マージェリー・ケンプの書』
ケンプの生涯でわかっていることは、ほぼこの本による。1430年代初頭、ケンプは文盲だったが霊的自伝を書こうと決心した。 序文でその経緯を述べ、ドイツ在住のイングランド人を書記としたが、彼は作品の完成前に死去した上、書いたものは他の人々に読めなかったとする。この人物はおそらく、長男ジョン・ケンプだろう。その後、1436年7月23日に彼女は地元の司祭（おそらく聴罪司祭ロバート・スプリングゴールド）に執筆を再開するよう説得し、1438年4月28日に1431~4年を扱う部分の追加が始まった。
『マージェリー・ケンプの書』冒頭は初めての子どもの難産で始まる。悪魔による責め苦、続くキリストの出現を描いた後、ケンプは2つの家内工業を始めた。醸造業と製粉所である（どちらも中世では女性が家を拠点に行う仕事だった）。どちらも間もなく失敗した。信仰をさらに深めようとしたが、数年にわたって性的快楽と社会的嫉妬という試練を受けた。最終的には世俗の仕事をやめ、初期の幻視で求められるのを感じた霊的召喚に全面的に専念することにした。神に完全に生を委ねようと励む中、1413年夏には夫に貞潔な婚姻を提案した。『マージェリー・ケンプの書』第15章は禁欲的生活を送る決意を述べるが、第21章では再び妊娠している。末子となる子の出産は巡礼中だったと考えられる。後に、イングランド帰国時には子どもを連れていたと語る。子どもの受胎が禁欲前か、あるいは一時的な中断があったのかは不明である。
1413年のどの時点かでケンプはノリッジに住む女性神秘家、隠修女ノリッジのジュリアンを庵に訪問した。その記述によると、ケンプはジュリアンを訪ね、そこに数日間滞在したという。彼女は幻視と神との会話がジュリアンに認められるよう、特に熱心に努めた。テクストはジュリアンがケンプの啓示を認め、その宗教性は真正だと保証したとする。しかしながら、ジュリアンはケンプに「神への崇拝と同志であるキリスト教徒の利益に応じて経験を評価するよう」 指示し、注意を促した。ジュリアンはまた、ケンプの涙は魂に聖霊が宿る物的証拠だと保証した。ケンプはまた、大陸の聖なる女性と同じような方法で、その涙は神からの賜物だと認められた。第62章で、ケンプは自らの絶え間ない涙を厳しく批判していた托鉢修道士との出来事を述べる。この托鉢修道会士はワニーのマリについて読んだことを受け入れ、ケンプの涙も同じく真正の献身の結果だと理解するようになった 。
本の完成がわかっている1438年、マージェリー・ケンプと思しきMargueria Kempe がリンのトリニティ・ギルドに加入を許された。マージェリーと同一人物かは不明であり、没した場所や時期も不明である。

## 後世への影響
写本が作られたのはおそらく1450年より少し前である。写した人物は最終ページの末尾に Salthows と署名しており、4人が注釈をつけている。第1ページ目には「Liber Montis Gracie. This boke is of Mountegrace（マウント・グレースの書物）」とルブリークがあり、いくつかの注釈がヨークシャーの重要なカルトゥジア会修道院マウント・グレースと関係ある修道士の手になるのは確かだろう。4人の読者は誤りを直し、表現をわかりやすくするために訂正を施すのを主な目的としたが、本の内容やケンプの主題、イメージを映した挿絵についての所見もある。
この書はウィンキン・ド・ウォードによる抜粋が1501年頃、ヘンリー・ペプウェルによる1521年頃の出版がわかっているのみであり、数世紀にわたって実質的には忘れ去られていた。しかし1934年に写本（現在は大英図書館所蔵 MS Additional 61823。現存する唯一の写本）がバトラー・ボードン家の図書室で発見され、ホープ・エミリー・アレンが調査した。それ以降、多数の刊本、翻訳が出ている。

## ケンプの重要性
ケンプは、その書が自伝的性質をもつために重要ともいえる。つまり、中世のミドルクラスの女性に関して得られる中では最良の洞察である。ケンプは俗人女性であり、ノリッジのジュリアンのような同時代の聖なる女性とは通常比較されない。ケンプは「風変わり」「狂人」と呼ばれることがあるものの、俗語神学や信仰に関する一般的実践を扱う近年の研究は、彼女が見かけほど奇妙ではなかったことを示している 。その『書』は注意深く構成された霊的・社会的記録だと明らかになっている。自分が暮らす社会の要素を信用できる方法で探るため、フィクションとして書かれたという主張もある。ケンプは自らの書をフィクションとして書いたという案の裏付けとなるのは、彼女が自分を文中で「この被造物」と呼び、テクストと自身を切り離している事実である。しかし、これは神の卑しい被造物として謙遜を示す方法にすぎないかもしれない。
この自伝は「霊的探求の始まり。つまり長子出産後の精神的危機からの回復」 (Swanson, 2003, p. 142)で始まる。マージェリー・ケンプは読み書きができたという確実な証拠はないが、Leyserはその宗教文化が書物をもとにしていたのは間違いないとする。 彼女が読んでもらった書物の中には、リチャード・ロウルの『愛の火』があった。ウォルター・ヒルトンもケンプに影響した可能性が指摘されている。ケンプが読んでもらった他の本には、繰り返しになるが、スウェーデンのビルギッタ『啓示』がある。ケンプの巡礼は既婚で8人の子をもつ聖人、ビルギッタと関係付けられた。
ケンプとその『書』が重要なのは、中世後期イングランドで正統派教会とロラード派を代表とする分派が増えつつある状態で生じた緊張関係を表しているためである 。ケンプは霊的な履歴を通じて教会組織が説く教えを信奉しているか、聖俗の権威から疑念を抱かれていた。リンカン司教とカンタベリ大司教トマス・アランデルは彼女が公の場で聖書と信仰について教え、説教をしている、白衣を着ている（既婚者の偽善と解された）等の申し立てに対する審問に関わった。異端を抑圧する努力の中で、アランデルは女性に説教を禁ずる法を制定した。これは、女性の説教が教会法に反するという事実にもとづく。
15世紀にはケンプを隠修女とし、その『書』から異端とされかねない考えや振る舞いを削除したパンフレットが出版された。このため、彼女はノリッジのジュリアンのように誓願を立てた聖なる女性だと信じた後世の研究者もいた。オリジナルの『書』にある、複雑な心理をもつ霊的女性の登場は驚きとなった。

## 神秘主義
14世紀、書かれた言葉を通じて聖書と神を解釈するという課題は建前として男性、特に叙階された司祭に限られていた。この制約のため、特に中世後期では女性神秘家は神との体験を別の形、感覚と身体を通じた表現で示すことが多かった。神秘家が神を直接体験する古典的方法は3つある。第一が身体的幻視、すなわち視力、聴覚その他の感覚による認識を意味する。第二が霊的幻視、すなわち精神的幻視と魂に直接伝わる言葉である。第三が知的教化であり、人の心は神の新たな認識に至ることとなる。

## 巡礼
ケンプはスウェーデンのビルギッタ『啓示』の英訳を聞き、あるいは読んで巡礼を思い立った。この作品は聖地での贖宥状購入を勧めている。贖宥状とは、罪により死後に過ごすべき煉獄での滞在期間を教会が免除したことを示す紙片である。マージェリー・ケンプが多くの巡礼地に行き、友人、敵対者、煉獄に囚われた魂、そして自身のために贖宥状を購入したのは有名である。
1413年、父の死後まもなく、マージェリーは夫を置いて聖地巡礼へ出発した。冬に13週間をヴェネツィアで過ごしたが 、この地で目にしたものは本の中でほとんど語らない。当時のヴェネツィアは「中世的な壮麗さの頂点にあり、貿易と聖遺物で溢れていた」。ケンプはヴェネツィアからラマラを経由してイェルサレムへと旅した。
ケンプのヴェネツィアからイエルサレムへの旅は、物語全体として占める部分は小さい。イェルサレムを目指す巡礼が通常使う港ヤッファは通り過ぎたと考えられている。初めてイェルサレムを見たときロバに乗っていた記憶は鮮明に思い起こしているが、これはおそらくナビ・サムウィルからだったろう 。そして目の前に広がった景色から受けた衝撃の大きさにロバの背から落ちそうになった。巡礼中、ケンプは聖地とされる場所を訪問した。イェルサレムに3週間滞在し、それからキリスト生誕の地であるベツレヘムへ行った。彼女はシオン山に行き、そこでイエスが弟子たちの足を洗ったと信じていた。またイエス、その母マリア、そして十字架そのものが埋められた場所を訪ねた。最後に、彼女はヨルダン川とイエスが40日間の断食を行ったとされるクアランティン山、そしてマルタ、マリア、ラザロが暮らしたベタニアへ行った。
聖地訪問後、ケンプはイタリアに戻り、ローマへ行く前にアッシジに滞在した。中世の他の多くのイングランド人巡礼と同じく、ケンプはローマではカンタベリの聖トマス・ベケット施療院にいた。滞在中、彼女はサン・ジョバンニ・イン・ラテラノ大聖堂、サンタ・マリア・マッジョーレ教会、サンティ・アポストリ教会、サン・マルチェッロ教会、聖ビルギッタの礼拝堂を訪問した。ローマには1415年のイースターまで留まった。
ノリッジに戻る際、ケンプはミデルビュルフ（今日はオランダにある）を通過した。1417年、サンティアゴ・デ・コンポステラ巡礼へと再び出発してブリストルを通り、ヘンベリーでウスター司教トマス・レヴェレルのもとに滞在した。スペインから帰国するときはグロスターシャーにあるヘイルズ修道院にある聖血を訪ね、それからレスターに行った。ケンプは旅の途中で受けた審問を詳しく語る。うち一つで、彼女はまずレスター市長に逮捕され、この人物はラテン語で彼女を「嘘つきの売春婦、嘘つきロラード」と非難し、牢に入れると脅した。ケンプが告発の権利は英語で行使されるよう求め、自身を弁護できた後にしばらく解放されたが、再び院長、司祭、市長らが審問を行い、3週間拘束された。 この後、ケンプはヨークへ行った。ここには共に泣き、ミサに参加する友人が多くいた。また別の非難、特に異端だという非難も受けたが、最終的には大司教により無罪となった。 リンには1418年に戻った。
彼女はイングランドの重要な場所や聖職者たちも訪問した。その中にはフィリップ・レピンドン（リンカン司教）、ヘンリ・チチェルとトマス・アランデル（どちらもカンタベリ大司教）がいる。1420年代、ケンプは夫と離れて暮らしていた。しかし彼が病気になると、彼女はリンに戻って看病した。息子はドイツに住んでいたが、妻とリンに戻った。しかし、息子と夫のどちらも1431年に死去した。 本の最終部は1433年4月に始まるダンツィヒに向かう義理の娘との旅を述べている。 ケンプはダンツィヒからヴィルスナックの聖血を訪問した。そこからアーヘンに行き、カレー、カンタベリ、ロンドン（ザイオン修道院を訪問した）を通ってリンへ帰った。

## 崇敬
ケンプは英国国教会では11月9日、米国聖公会ではリチャード・ロウル、ウォルター・ヒルトンと一緒に9月28日が祝日となっている。

## 校訂版
- The Book of Margery Kempe: A Facsimile and Documentary Edition, ed. Joel Fredell. Online edition.
- The Book of Margery Kempe, ed. Lynn Staley. Kalamazoo: MIP, 1996, and online via the University of Rochester.
- The Book of Margery Kempe, trans. Anthony Bale. Oxford World's Classics. Oxford: Oxford University Press, 2015.
- The Book of Margery Kempe, ed. Sanford Brown Meech, with prefatory note by Hope Emily Allen. EETS. Oxford: Oxford University Press, 1940.
- The Book of Margery Kempe: A New Translation, Contexts and Criticism, trans. Lynn Staley. New York: Norton, 2001.
- 『マージェリー・ケンプの書ーイギリス最古の自伝ー』石井美樹子、久木田直江訳、慶應義塾大学出版会、2009年。